# Dishu (dystrykt)
Dishu – dystrykt (powiat) leżący w południowej części afgańskiej prowincji Helmand. Zamieszkiwany jest w 80% przez Pasztunów, w 20% zaś przez Beludżów. W 2002 populacja powiatu liczyła 20600 ludzi. Osady są założone wzdłuż rzeki Helmand, a główną wioską jest Dishu.